# Clemens Paal
Paul Clemens Paal, född 12 september 1944 i Solna församling, är en svensk skådespelare.

## Filmografi (urval)
- 1976 - Blackout
- 1976 - Ja, du vet den där jäveln
- 1991 - Hanna
- 1991 - Agnes Cecilia
- 1973 - Någonstans i Sverige
- 2007 - Tusenbröder III
- 1999 - Skilda Världar

## Teater

### Roller (ej komplett)
| År   | Roll            | Produktion                                                                    | Regi               | Teater          |
| ---- | --------------- | ----------------------------------------------------------------------------- | ------------------ | --------------- |
| 1970 | Mikael Agricola | Agricola och räven Paavo Haavikko                                             | Marjatta Karukoski | Teater 9        |
| 1971 | Medverkande     | Sol, vad vill du mig? Birger Norman                                           | Ingvar Kjellson    | Dramaten        |
| 1980 |                 | I den här världen är allt möjligt (I denne verden er alt mulig) Klaus Hagerup | Arne Andersson     | Riksteatern     |
| 1981 |                 | Balladen om Eulenspiegel Günther Weisenborn                                   | Jindra Puhony      | Fria Proteatern |